# A-68 (ijsberg)

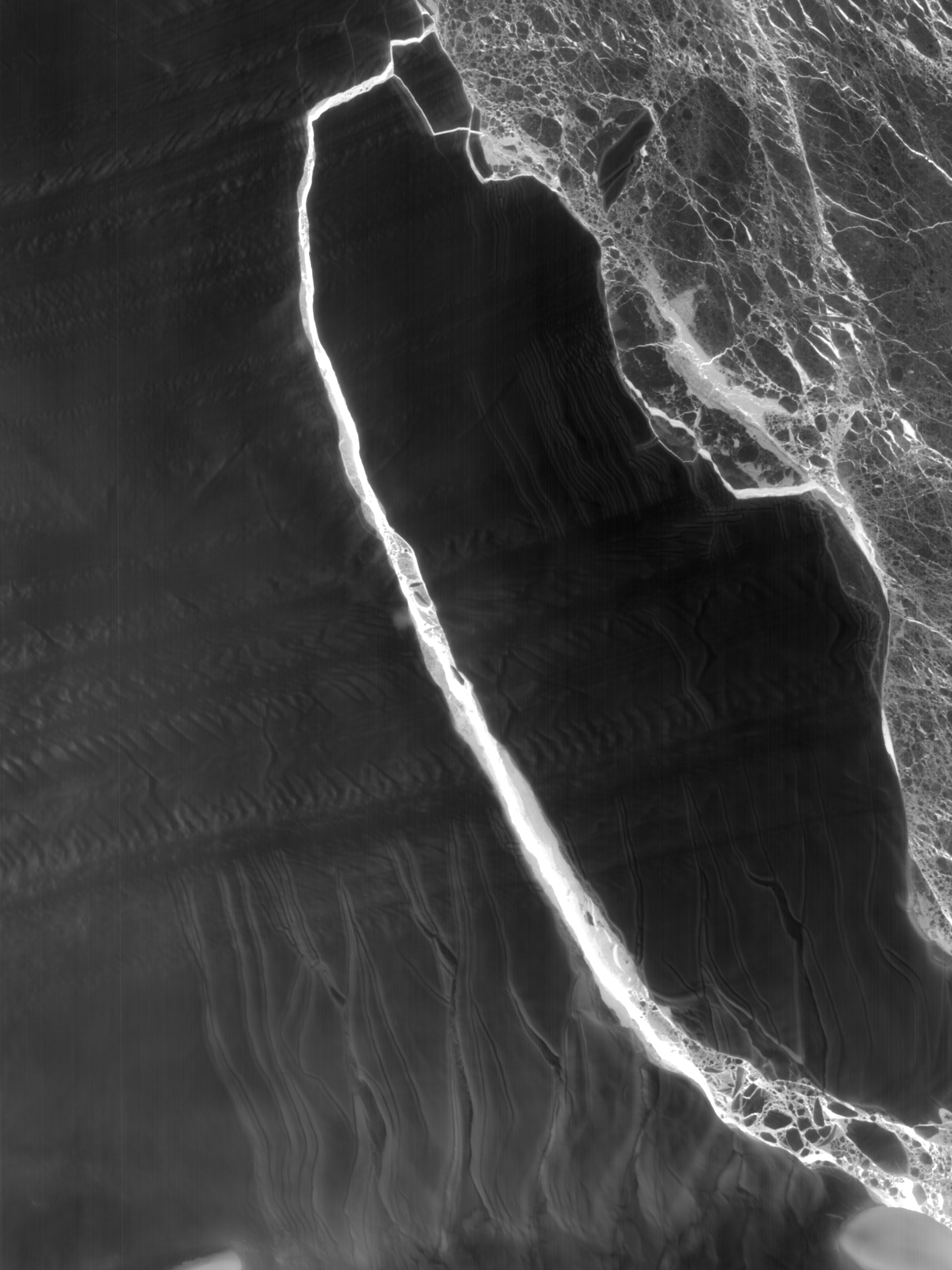
IJsberg A-68 op 20 juli 2017, gefotografeerd met behulp van de Landsat 8.

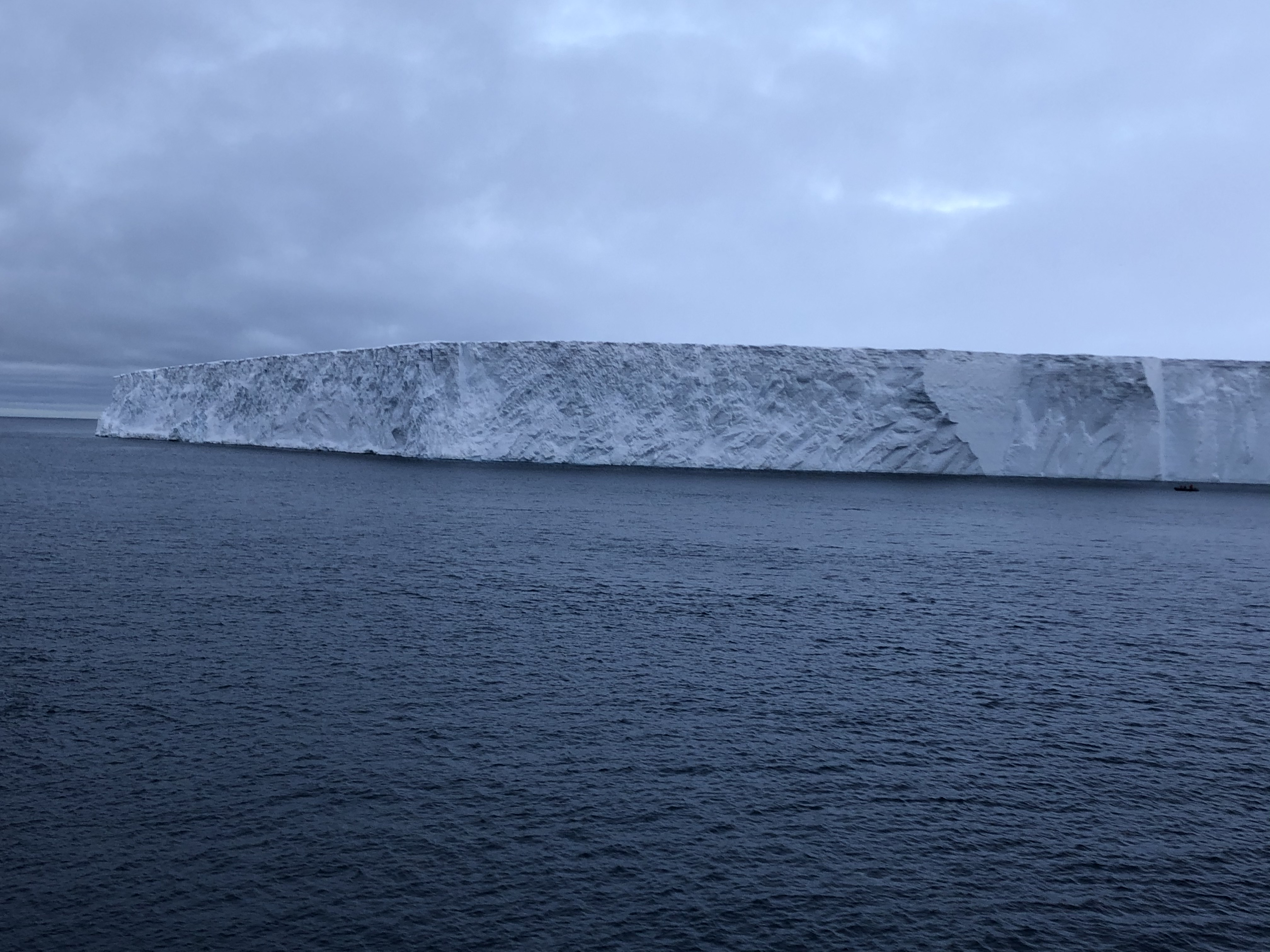
Close-up van A-68 (december 2019).

A-68 is de benaming voor een gigantische ijsberg die in juli 2017 is afgescheurd van het Larsenijsplateau, in de Weddellzee op Antarctica, en intussen is versplinterd. De oorspronkelijke oppervlakte bedroeg 5800 km², ongeveer tweemaal de oppervlakte van Luxemburg, en het geheel had een geschat gewicht van een triljard ton (1021 kg). Door het afbreken van A-68 werd de oppervlakte van het Larsenijsplateau met 12% gereduceerd.
De benaming "A-68" werd toegekend door het US National Ice Center. Sinds 2017 is de ijsberg echter in stukken gebroken: de grootste brok wordt aangeduid met A-68A, terwijl de kleinere afgebroken ijsbergen als volgt worden benoemd:
- A-68B: afgebroken in 2018 of 2019[2]
- A-68C: afgebroken op 23 april 2020[3]
- A-68D: afgebroken op 17 december 2020[4]
- A-68E en A-68F: twee fragmenten die afgebroken zijn op 22 december 2020[5]

In 2021 splitste de ijsberg verder in delen A-68G tot M. Op 16 april 2021 was het grootste fragment nog maar 3 zeemijl lang en het Amerikaanse National Ice Center, dat de Antarctische ijsbergen benoemt, volgt en documenteert, staakte de opvolging, omdat het alleen ijsbergen bestudeert die minstens 20 vierkante zeemijl groot zijn, of 10 zeemijl meten op de langste as.